# Uh Huh Her (gruppo musicale)
Le Uh Huh Her sono un gruppo musicale indie rock/elettropop formatosi a Los Angeles nel gennaio del 2007. Il nome della band è ispirato all'album di PJ Harvey, intitolato proprio Uh Huh Her. Il nome è piuttosto poco amato da Camila Grey per via della difficoltà di pronuncia, per questo tende a chiamare il gruppo semplicemente Huh e sembra che sia diventato quello ufficiale, seppure non esistano conferme in merito.
I membri principali sono il duo Leisha Hailey e Camila Grey, occasionalmente supportate da altri musicisti; ricorrente è il batterista Josh Kane.
Inizialmente la band era un trio formato dalle due ragazze e la batterista Alicia Warrington che poi ha lasciato la band a distanza di un anno per dedicarsi ad altri progetti.

## Storia del gruppo

### Gli inizi
Durante una festa l'attrice Leisha Hailey rimane colpita dalla musicista Grey che si diverte a suonare e ballare con un tamburino; fu così che le propose di formare una band ed il 17 gennaio nacquero le Uh Huh Her. Ben presto fu trascinata nel progetto la Warrington, ex collega della musicista texana durante il tour di Kelly Osbourne.
Il primo Ep, I See Red, fu concepito nel bagno della Grey nella sua casa a Los Angeles e dopo un anno uscì il primo album sotto etichetta, Common Reaction.
Nel frattempo Alicia Warrigton abbandona il gruppo, lasciando le Uh Huh Her come un duo. La band inizierà ad alternare vari musicisti durante il loro primo breve tour e le loro apparizioni televisive; ricorrente è il batterista Josh Kane che ha partecipato anche al breve tour nel Nord-Europa.

### Black And Blue/Nocturnes
Dovremo aspettare ben tre anni prima di ritrovare un loro progetto, sia per la scelta della band di non appoggiarsi ad una casa discografica e sia per i vari impegni delle due.
Il 2011 segna quindi la svolta musicale della band ed il tanto atteso arrivo dell'EP Black and Blue, seguito dal loro tour più lungo con ben 39 date in giro per gli States ed il Canada.
Dopo una breve pausa ripartono con altre 19 date per la fondazione contro il cancro Keep a Breast, a cavallo con l'uscita del nuovo album, Nocturnes.
Il 2012 è l'anno del loro primo tour europeo, che tocca alcune delle più grandi città della Germania, Paesi Bassi, Scozia e Inghilterra.
Oltre ai tour, il duo annovera varie performances in show televisivi e radiofonici. Inoltre, la band fa parte degli artisti affiliati alla Fender, per cui hanno suonato in alcune manifestazioni.

### EP3/Future souls
Nel Dicembre del 2012 pubblicano EP3, un EP quasi interamente acustico dove Camila Grey torna alle sue origini di pianista. Un prodotto apprezzato dai fans, ma che sarà l'unico fino al Marzo del 2014, data di uscita del loro terzo album, Future Souls. Nei due anni intercorsi il duo ha partecipato a vari eventi di rilievo come il Dinah Shore e il Gay Pride di Los Angeles, anni che sono serviti alle due ragazze per trovare finalmente quella dimensione elettronica tanto ricercata all'interno dello loro canzoni e rimandata con l'uscita di Nocturnes.
A fine Aprile del 2014 è partito il nuovo tour, che ha toccato le principali città degli Stati Uniti.

### Membri
- Leisha Hailey, famosa soprattutto per il suo ruolo di Alice Pieszecki nella serie tv The L word[12]. I suoi inizi musicali risalgono alle Murmurs, gruppo musicale formato insieme alla sua compagna di college Heather Grody (ora Heather Reid). Dopo la rottura nel 1998, formò sempre con la Grody le Gush nel 2001, sciolte nel 2005. Nelle Uh huh her suona tastiere, basso e fa da controcanto alla Grey. Possiamo apprezzarla come voce principale nel singolo Debris dell'album Nocturnes.
- Camila Grey, originariamente Camila Gutierrez, è la voce principale del gruppo e suona le tastiere, la chitarra ed occasionalmente il basso. Inizia la sua carriera come bassista e tastierista nei Mellowdrone, che in seguito abbandona. Ha collaborato con diversi artisti come Melissa Auf der Maur, Kelly Osbourne, Busta Rhymes, Morgan Page, Dr. Dre e Adam Lambert.[13][14]

### Scandali
Nel settembre del 2011 sul twitter della Hailey appare una misteriosa scritta che incita al boicottaggio della Southwest Airlines, subito dopo seguita anche della collega Grey nel suo account.
Tempo pochi minuti ed inizia una vera e propria battaglia contro la compagnia aerea accusata di discriminazione ed omofobia.
Sembrerebbe che le due siano state cacciate dall'aereo a causa delle ripetute effusioni a bordo, a detta del gruppo degli innocenti baci entro i limiti della decenza, come una qualsiasi e normalissima coppia.
Diversa la versione della compagnia e di altri passeggeri, che affermano di aver visto una gestualità piuttosto spinta delle due, seguita da un linguaggio scurrile dopo che sono state invitate gentilmente a scendere dall'operatore.
L'evento, che ha scosso tutti i tg di mezzo mondo, Italia compresa, ha avuto un grosso impatto mediatico e smosso la solidarietà di molte personalità di rilievo del Jet Set statunitense. Inoltre, come confermano numerose fonti, la compagnia non è nuova a questo tipo di gesti un po' estremi, come l'aver cacciato anche il leader dei Green Day ed il pluripremiato regista Peter Jackson; il primo per dei pantaloni troppi bassi, il secondo per la sua mole.
 La cosa che più ha scosso la fanbase del gruppo, però, è stata la scoperta della relazione fra le due cantanti ed il conseguente coming out della Grey, che non aveva mai smentito o confermato apertamente la sua sessualità a differenza della compagna, da sempre una colonna portante della comunità LGBT.

## Discografia

### Album
- Common Reaction (2008)
- Nocturnes (2011)
- Future Souls (2014)

### EP
- I See Red (2007)
- Black and Blue (2011)
- EP3 (2012)

### Altre apparizioni
- Colonna sonora serie Tv The L Word Stagione 5x03 (2008)
- Colonna sonora serie Tv Smallville Stagione 8x15 (2009)[18]
- Colonna sonora del film Hotel Bau (2009)[19]
- Colonna sonora del film I ragazzi stanno bene (2010)
- Colonna sonora serie Tv The Secret Circle Stagione 1X02 (2012)[20]